# シエラ・デ・サン・フランシスコの岩絵群
シエラ・デ・サン・フランシスコの岩絵群は、メキシコのバハ・カリフォルニア・スル州のシエラ・デ・サン・フランシスコ（サンフランシスコ山地）地域に見られる先史時代の岩絵（ペトログリフ）群である。

## 概要
バハ・カリフォルニア半島での先住民コチミ人（Cochimi）やグアチミ人（Guachimis）のかつての生活の様子を伝えるものである。これらの先住民については、より北から移住してきたということぐらいしか知られていない。
岩絵群は、シエラ・デ・サンフランシスコの岩壁や洞穴の天井などに描かれており、18世紀のイエズス会士フランシスコ・ハビエルによって最初に発見された。およそ250地点に描かれている岩絵群は、北メキシコのバハ・カリフォルニア・スル州のエル・ビスカイノ生物圏保護区の範囲内に位置している。岩絵群は離れ離れで、かつ治安が悪いことから、アクセスは困難を伴う。
古くは、岩絵群には2mもの人物像が描かれていることなどから、巨人たちによって描かれたとも信じられていた。岩絵には魔術的な信仰を表したものも含まれるほか、武器や多彩な動物（ウサギ、ピューマ、ヤマネコ、シカ、ヤギ、クジラ、カメ、マグロ、イワシ、タコ、ワシ、ペリカンなど）が描かれており、抽象的な図像も見られる。
岩絵群はメキシコ北部からアメリカ合衆国南部に住んでいた狩猟遊牧民集団の文化に関わるものであると見られ、大航海時代以降のアメリカ大陸植民地化の影響は見られない。描かれたのは紀元前1100年から西暦1300年のことである。

## 世界遺産
この地域は、バハ・カリフォルニア半島での先史的芸術の最も重要な集中地である。この岩絵群は、描かれている人や動物の美しさや色彩の鮮やかさ、さらには保存状態の良さなどの観点から、メキシコ国内のみでなく国際的に見ても傑出した部類に属する。こうしたことから、1993年に、ユネスコの世界遺産に登録された。

### 登録基準
この世界遺産は世界遺産登録基準のうち、以下の条件を満たし、登録された（以下の基準は世界遺産センター公表の登録基準からの翻訳、引用である）。
- (1) 人類の創造的才能を表現する傑作。
- (3) 現存するまたは消滅した文化的伝統または文明の、唯一のまたは少なくとも稀な証拠。